# Ареостационарная орбита
Ареостационарная орбита — круговая ареосинхронная орбита, лежащая в плоскости марсианского экватора на высоте 17 000 км от поверхности, на которой искусственный спутник обращается с тем же направлением и той же скоростью, что и поверхность Марса. Хотя сейчас нет искусственных спутников, которые обращались бы по таким высоким орбитам, ареостационарные орбиты представляют интерес, так как с их помощью можно организовать телекоммуникационную сеть для исследования Марса.